# Epsilon Hydrae
Epsilon Hydrae (11 Hydrae) é uma estrela na direção da constelação de Hydra. Possui uma ascensão reta de 08h 46m 46.65s e uma declinação de +06° 25′ 08.1″. Sua magnitude aparente é igual a 3.38. Considerando sua distância de 135 anos-luz em relação à Terra, sua magnitude absoluta é igual a 0.29. Pertence à classe espectral G0III-IV. É uma estrela variável BY Draconis.